# 벤저민 링컨
벤저민 링컨(Benjamin Lincoln, 1733년 1월 24일 - 1810년 5월 9일)은 미국 독립 전쟁 중의 대륙군 소장이다. 링컨은 각지를 돌아다니며 공적을 올렸지만, 사우스캐롤라이나의 찰스턴에서 영국군에 포위되어, 1780년 5월 12일에 독립 전쟁에서 대륙군 최대의 패배를 기록하고, 항복을 했을 때의 지휘관이다. 한편 1781년 10월 19일, 버지니아 식민지 요크타운에서 영국군 항복 시에는 영국군 지휘관 찰스 콘월리스 장군의 군도를 받은 것으로도 알려져 있다.

## 어린 시절
벤저민 링큰은 1733년 1월 24일 매사추세츠 만 직할식민지에 있는 힝엄에서 벤저민 링컨 대령과 그의 두 번째 아내 베스 대처 사이에 여섯째이자 장남으로 태어났다. 링컨의 조상은 힝엄에 처음 정착한 사람들이었다. 링컨의 어린 시절에는 가문 농장의 심부름을 하면서 농장의 학교에 다녔다. 이후 교육의 부족함을 느낀 링컨은 하버드에서 석사 학위를 취득했다. 1756년, 23세의 나이에, 링컨은 메리 커싱과 결혼했다. 링컨 부부는 11명의 아이를 가졌다.
링컨은 아버지의 발자취를 따라, 영지의 사무소에 일자리를 얻었다. 21세에서 도시의 경관이, 다음 1755년, 서퍽 민병대 제3연대에 부관으로 입대했다. 1757년, 링컨은 동사무소의 위원장에 선출되어 1762년에는 치안 판사로 선정, 1772년에는 중령으로 승진했다. 서퍽 민병대에서 링컨이 쌓은 경험은 미국 독립 전쟁 중 3개의 큰 전투에 활용하는데 큰 도움이 되었다.

## 미국 독립 전쟁
1776년, 링컨은 준장에 이어 소장으로 승격되어, 보스턴 지역의 모든 매사추세츠 부대를 지휘했다. 영국군이 보스턴에서 철수한 후 링컨은 뉴욕에서 조지 워싱턴 장군에 합류, 화이트 플래인스 전투에서는 우익을 지휘했다. 인디펜던스 요새 전투 직후에 링컨은 대륙군 소장이 되었다.
1777년 9월, 링컨은 새러토가 근처에 있던 호레이쇼 게이츠의 부대에 합류하여 새러토가 전투에 참전했다. 그러나 뒤꿈치에 머스켓 총알을 맞은 상처 때문에 새러토가 전투에서는 큰 역할을 하지 못했다. 이때의 상처로 한쪽 다리가 짧은 상태가 되었다. 이 상처가 아물자 링컨은 1778년 9월에 남부 방면 군의 지휘관에 임명되었다. 링컨은 1779년 10월 9일의 조지아의 사바나 공격에 참가, 사우스캐롤라이나의 찰스턴으로 철수를 하도록 만들었다. 링컨에게는 운이 나빴지만, 찰스턴 시내로 몰려 포위를 당했다.
1780년 5월 12일에는 영국군의 헨리 클린턴 장군에게 항복하게 되었다. 이것은 독립 전쟁에서 대륙군 최대의 패배였다. 링컨은 항복 있어서, 전사의 명예를 부정당하게 되고 마음 속으로 화가 치밀었다. 링컨은 포로 교환 식으로 석방되었지만, 해제됐지만, 조사위원회에서는 어떤 허물도 문제되지 않았다. 링컨은 곧바로 워싱턴의 주력 부대로 복귀하여, 남부 버지니아로 가서 1781년 10월 19일의 요크타운에서 영국군의 항복까지 큰 역할을 했다. 이 항복은 콘월리스 경이 패배의 굴욕을 느끼고 워싱턴 장군에 직접 군도를 전달하는 항복 의식을 거부했다. 결국 부관인 찰스 오하라가 콘월리스 대신 서게 되었으며, 워싱턴의 부관이었던 링컨이 콘월리스의 군도를 받았다.

## 그후
벤저민 링컨의 생애에서 가장 중요한 사건은 1787년 의회의 일원으로서 미국 헌법의 비준에 입회한 것이었다. 그 이후 2월에는 셰이드의 반란으로 알려진 농민 반란을 진압했다. 링컨은 1809년 은퇴까지 다양한 입장에서 공적인 활동을 계속하였고, 1810년 5월 9일 그가 태어난 힝엄에서 죽었다.